# Río Niblinto
El río Niblinto es un curso natural de agua que nace en la Cordillera de los Andes para desembocar en el río Cato, en la Región de Ñuble.

## Trayecto
El río Niblinto tiene su origen en la ladera oeste de los Nevados de Chillán y fluye a través de la Región de Ñuble hasta desembocar en el río Cato. Sus aguas alimentan al embalse Coihueco mediante el canal alimentador de 5 m³/s de capacidad.

## Caudal y régimen
El río tiene una estación fluviométrica ubicada antes de la bocatoma del canal alimentador del embalse Coihueco, a 290 m s. n. m. El río Niblinto pertenece a la subcuenca alta del río Ñuble que abarca desde la cordillera hasta la junta con el río Cato, uno de cuyos afluentes es el Niblinto. Toda la subcuenca posee un régimen mixto, con importantes caudales en meses de invierno y primavera. En años lluviosos las crecidas ocurren entre mayo y junio, y entre octubre y noviembre, producto de importantes lluvias invernales y deshielos primaverales, respectivamente. En años secos los mayores caudales se deben a aportes nivales, presentándose entre octubre y noviembre.: 56–57 

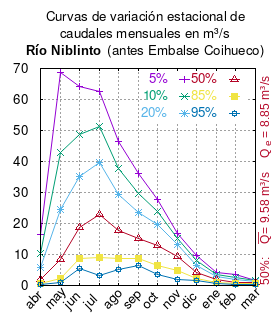
Curvas de variación estacional del río Niblinto antes del Embalse Coihueco.

El caudal del río (en un lugar fijo) varía en el tiempo, por lo que existen varias formas de representarlo. Una de ellas son las curvas de variación estacional que, tras largos periodos de mediciones, predicen estadísticamente el caudal mínimo que lleva el río con una probabilidad dada, llamada probabilidad de excedencia. La curva de color rojo ocre (con {\displaystyle {\color {Red}\vartriangle }}) muestra los caudales mensuales con probabilidad de excedencia de un 50%. Esto quiere decir que ese mes se han medido igual cantidad de caudales mayores que caudales menores a esa cantidad. Eso es la mediana (estadística), que se denota Qe, de la serie de caudales de ese mes. La media (estadística) es el promedio matemático de los caudales de ese mes y se denota {\displaystyle {\overline {Q}}}. 
Una vez calculados para cada mes, ambos valores son calculados para todo el año y pueden ser leídos en la columna vertical al lado derecho del diagrama. El significado de la probabilidad de excedencia del 5% es que, estadísticamente, el caudal es mayor solo una vez cada 20 años, el de 10% una vez cada 10 años, el de 20% una vez cada 5 años, el de 85% quince veces cada 16 años y la de 95% diecisiete veces cada 18 años. Dicho de otra forma, el 5% es el caudal de años extremadamente lluviosos, el 95% es el caudal de años extremadamente secos. De la estación de las crecidas puede deducirse si el caudal depende de las lluvias (mayo-julio) o del derretimiento de las nieves (septiembre-enero).

## Historia
Francisco Solano Asta-Buruaga y Cienfuegos escribió en 1899 en su obra póstuma Diccionario Geográfico de la República de Chile sobre el río:
Niblinto.-—Aldea del departamento de Chillán situada hacia el E. de su capital y á unos 13 kilómetros al mismo punto de la ciudad de Coihueco. Está asentada en las últimas pendientes de las ramificaciones de sierra que se desprenden del lado noroeste del Nevado de Chillán. De allí baja también un corto riachuelo, que con el nombre de la aldea, corre por su costado sur y va hacia el NO. á echarse en la izquierda del río Cato. Contiene una población de 650 habitantes, una iglesia, escuela gratuita, oficina de correo, y es asiento de municipio que comprende el territorio de su propia subdelegación y de las de Alico y Cato. En las quiebras y derrames vecinos á su asiento se han explotado minas y placeres de oro, que hacían designar á su primitivo caserío con el nombre de Las Minas.